# Max Heinz
Max Heinz (* 19. November 1894 in St. Gallen; † 18. März 1988 in Rüschlikon) war ein Schweizer christkatholischer Geistlicher und Publizist.

## Leben
Er war der Sohn von Franz August Heinz und dessen Ehefrau Barbara Elisabeth geb. Schuhmacher. Nach dem Schulbesuch in St. Gallen studierte er 1914–1919 christkatholische Theologie in Bern. Die Priesterweihe empfing er 1919 durch Bischof Eduard Herzog. Von 1919 bis 1924 wirkte er als Priester in Rheinfelden. Max Heinz war von 1924 bis 1933 Hauptlehrer an der Diakonieschule Nidelbad-Rüschlikon des Schweizerischen Diakonievereins und zugleich Seelsorger der Christkatholischen Genossenschaft Baden-Brugg. Von 1933 bis 1963 war er Pfarrer an der Christuskirche in Oerlikon. Im Ruhestand lebte er wieder in Nidelbad-Rüschlikon.
Er heiratete 1921 Elsa Maria Jäckle.

## Wirken
Beeinflusst von der religiös-sozialen Bewegung, engagierte sich Max Heinz für die ökumenische Verständigung unter dem Leitbild einer „evangelischen Katholizität“. Von 1947 bis 1961 war er Redaktor des Christkatholischen Kirchenblatts.

## Veröffentlichungen
Max Heinz verfasste zahlreiche Beiträge zu ökumenischen und sozialen Themen. Sein Andachtsbuch Lob Gottes von 1928 erfuhr vier Auflagen.